# Шерловогорське міське поселення
Ше́рлового́рське міське поселення (рос. Шерловогорское городское поселение) — міське поселення у складі Борзинського району Забайкальського краю Росії.
Адміністративний центр — селище міського типу Шерлова Гора.

## Населення
Населення міського поселення становить 11862 особи (2019; 12489 у 2010, 14623 у 2002).